# Dichlorbenzoesäuren
Dichlorbenzoesäuren bilden in der Chemie eine Stoffgruppe aus der Gruppe der Benzolcarbonsäuren, die sich sowohl von der Benzoesäure als auch vom Chlorbenzol ableitet. Die Struktur besteht aus einem Benzolring mit angefügter Carboxygruppe (–COOH) und zwei Chloratomen (–Cl) als Substituenten. Durch deren unterschiedliche Anordnung ergeben sich sechs Konstitutionsisomere mit der Summenformel C7H4Cl2O2. Dichlorbenzoesäuren gehören somit zu den polychlorierten Benzoesäuren. Von den sechs Isomeren sind hauptsächlich 2,4-Dichlorbenzoesäure und 3,4-Dichlorbenzoesäure von Bedeutung.

## Eigenschaften
Dichlorbenzoesäuren sind Feststoffe die löslich in Ethanol sind.
2,6-Dichlorbenzoesäure liegt in einer zentrosymmetrischen triklinen Kristallstruktur mit der Raumgruppe P1 (Raumgruppen-Nr. 2) vor, mit a = 7,2678(9), b = 9,8543(8) und c = 11,8290(11) Å; α = 95,000(7), β = 104,262(10) und γ = 102,128(8)°; und Z = 4. 3,5-Dichlorbenzoesäure dagegen liegt in einer monoklinen zentrosymmetrischen Kristallstruktur mit der Raumgruppe P21/n (Raumgruppen-Nr. 14, Stellung 2) vor, mit a = 3,7812(3), b = 13,996(2) und c = 14,514(2) Å; β = 95,183(8)° und Z = 4. Die Chlorsubstituenten von vier dimeren Molekülen der 3,5-Dichlorbenzoesäure bilden quadratische Anordnungen, ca. 3,54 Å auf einer Seite, die parallel zur kristallographischen a-Achse verlaufen. Die Monomere von 2,6-Dichlorbenzoesäure und 3,5-Dichlorbenzoesäure bildeten über nahezu lineare Wasserstoffbrückenbindungen zentrosymmetrische Dimere.
| Gefahrensymbol |

| Gefahrensymbol |

| Gefahrensymbol |

| Gefahrensymbol |

| Gefahrensymbol |

| Gefahrensymbol |

## Gewinnung und Darstellung
2,3-Dichlorbenzoesäure kann durch Diazotierung von 2,3-Dichloranilin gewonnen werden, indem eine Lösung des Amins in Salzsäure mit einer kalten wässrigen Lösung von Natriumnitrit behandelt wird. Das Zwischenprodukt wird mit einer Cyanidlösung zum 2,3-Dichlorbenzonitril umgewandelt, welches mit Schwefelsäure zu  2,3-Dichlorbenzoesäure hydrolysiert wird.
2,4-Dichlorbenzoesäure kann durch Chlorierung von Toluol gewonnen werden. 2,5-Dichlorbenzoesäure kann aus 1,2,4-Trichlorbenzol gewonnen werden.
Dichlorbenzoesäures lassen sich allgemein auch aus dem entsprechenden Dichlortoluol gewinnen.

## Verwendung
Dichlorbenzoesäuren kommen als zum Beispiel als Zwischenprodukt zur Herstellung von Arznei- und Farbstoffen sowie Fungiziden zum Einsatz. 2,4-Dichlorbenzoesäure wird in der Polymerindustrie in großem Umfang als Kettenmodifikator für Polyamide und Organosilikonpolymere verwendet.
2,3-Dichlorbenzoesäure kann zur Herstellung von Lamotrigin verwendet werden.

## Sicherheitshinweise
Alle Dichlorbenzoesäuren sind hautreizend.